# Buddy Catlett
Buddy Catlett (eigentlich George James Catlett; * 13. Mai 1933 in Long Beach, Kalifornien; † 12. November 2014 in Seattle, Washington) war ein US-amerikanischer Jazz-Bassist und Saxophonist.
Catlett studierte in Seattle zunächst Saxophon und Klarinette, dann wechselte er zum Kontrabass als Hauptinstrument. Als Saxophonist begann er seine Karriere in der Band von Bumps Blackwell, der um 1950 auch Quincy Jones, Ernestine Anderson und Ray Charles angehörten. Anfang der 1950er Jahre wurde der Bass sein Hauptinstrument; er spielte dann bei Horace Henderson 1956/57, Johnny Smith 1958/59, und Cal Tjader 1959. Mit der Quincy Jones Big Band ging er dann 1959/60 auf Europatournee (Freeand Easy); in den 1960er Jahren spielte er bei Curtis Fuller/Freddie Hubbard, Junior Mance, Chico Hamilton, Johnny Griffin und Eddie Lockjaw Davis. Von 1961 bis 1964 gehörte er dem Count Basie Orchestra an; 1964/65 war er Mitglied der Maynard Ferguson Bigband. 1965 trat er mit Coleman Hawkins und Barry Harris im New Yorker Five Spot auf. In der zweiten Hälfte der 1960er gehörte er zu Louis Armstrongs All Stars, spielte aber auch mit Roy Eldridge, Roland Hanna und Tyree Glenn. In den 1970er Jahren war er als freischaffender Musiker in New York tätig. 1978 kehrte er nach Seattle zurück, wo er fortan als Bassist und Saxophonist mit lokalen Gruppen arbeitete, u. a. mit Michael Bisio, aber auch mit dem Seattle Repertory Jazz Orchestra auftrat (Album SRJO Live, 2002).
Im Laufe seiner Karriere wirkte Catlett außerdem an Aufnahmen von Bill Coleman (From Boogie to Funk, 1960), Ella Fitzgerald (Ella and Basie, 1963), Benny Bailey, Coleman Hawkins (Wrapped Tight, Impulse 1965), Frank Wess, Mel Tormé und Phil Woods mit. 1991 wurde er in die Seattle Jazz Hall of Fame aufgenommen.

## Lexikalischer Eintrag
- Richard Cook & Brian Morton: The Penguin Guide to Jazz Recordings, Penguin, London 2006, ISBN 0-14-102327-9 (8. Aufl.)
- Leonard Feather, Ira Gitler: The Biographical Encyclopedia of Jazz. Oxford University Press, New York 1999, ISBN 0-19-532000-X.